# Reiner Saul

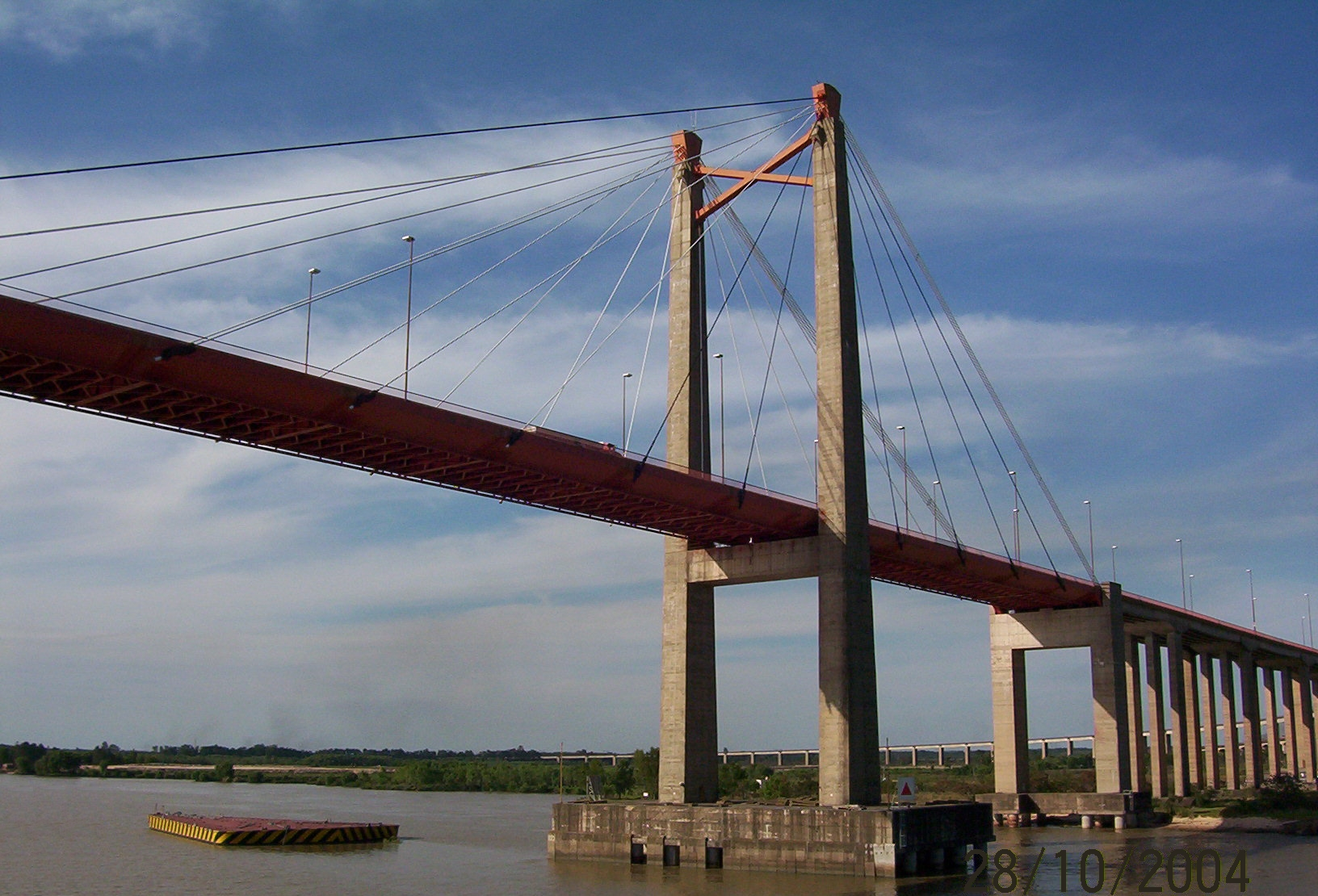
Zárazate-Brazo-Largo-Brücke

Reiner Saul (* 20. Juni 1938 in Lünen; † 20. April 2024) war ein deutscher Bauingenieur. Er war als Brückenbauexperte, speziell für Schrägseilbrücken, bekannt.

## Biografie
Saul studierte, nachdem er 1958 das Abitur am Freiherr-vom-Stein-Gymnasium in Lünen bestanden hatte, an der TH Hannover bis zum Diplom 1963. Er arbeitete von 1964 bis 1968 bei der Baufirma Hein, Lehmann AG in Düsseldorf, die unter anderem die Düsseldorfer Rheinbrücken baute. Von 1968 bis 2003 war Saul bei Leonhardt, Andrä und Partner (LAP), ab 1971 als leitender Ingenieur, ab 1992 als geschäftsführender Gesellschafter und zuletzt als Geschäftsführer. Ab 2004 wirkte er bei LAP als Berater. Seit 1968 arbeitete er mit Wolfhardt Andrä an der Entwicklung von Tragkabeln aus Paralleldrahtbündeln.
Saul wirkte am Bau von rund einem Dutzend großer Schrägseilbrücken in Südamerika mit, wo er schon Anfang der 1970er Jahre bei vier Jahren Aufenthalt in Argentinien Erfahrungen gesammelt hatte (Zárazate-Brazo-Largo-Brücke). Darunter war die erste Großbrücke mit Doppelverbund, eine schwierige Gründung von Pylonen mit 80 m langen Pfählen bei schlechtem Baugrund mit Kolkgefahr und Entwicklung von Schutzsystemen für die Pfeiler gegen Schiffskollision, und der Entwurf der ersten großen Schrägkabelbrücken für große Eisenbahnlasten. Ab 1994 war er Lehrbeauftragter für Stahlbrückenbau an der Universität Stuttgart, ab 1995 Prüfingenieur und EBA-Sachverständiger. Im Jahr 2003 wurde er Ehrendoktor der TH Braunschweig.
In seiner Freizeit wanderte Saul und sang im Stuttgarter Oratorienchor (Bass).

## Projekte
Zu seinen Brückenprojekten gehören die Schrägseilbrücken:
- Complejo Zárate – Brazo Largo, Argentinien (Bau 1972 bis 1977)
- Austausch der Tragkabel bei der Maracaibobrücke (1980)
- Beratung bei Instandsetzung und Kabelaustausch bei der Puente General Manuel Belgrano
- Prüfung und Montageberechnung der Puente Internacional San Roque González de Santa Cruz und der Brücke über den Caroni bei Ciudad Guayana
- Tähtiniemi-Brücke bei Heinola, Finnland
- Stonecutters Bridge, Hongkong
- Passerelle des Deux Rives, Kehl-Straßburg, Fußgängerbrücke
- Rosario-Victoria-Brücke, Entwurf, Montageberechnung
- Kap-Shui-Mun-Brücke, Hongkong
- Geo-Geum-Brücke, Südkorea
- Puente Orinoquia (2. Orinocco-Brücke)
- Puente Centenario, Panamakanal (2004)

Er hatte die Montageberatung bei der 2007 eröffneten Donaubrücke von Dunaújváros, eine Stahlbogenbrücke mit 308 m Spannweite, die am Ufer montiert und dann eingeschwommen wurde
Am Anfang arbeitete er bei LAP mit an:
- Brücke des Slowakischen Nationalaufstandes, Bratislava, Schrägseilbrücke mit einem geneigten Pylon und einem Café auf dessen Spitze
- Friedrich-Ebert-Brücke (Bonn)
- Kurt-Schumacher-Brücke (Mannheim)

## Schriften (Auswahl)
- mit Wolfhardt Andrä: Versuche mit Bündeln aus parallelen Drähten und Litzen für die Nordbrücke Mannheim-Ludwigshafen und das Zeltdach in München. Bautechnik, Heft 9, 10 und 11, 1974, S. 289–298, 332–340, 371–373
- mit W. Andrä: Die Festigkeit, insbesondere Dauerfestigkeit langer Paralleldrahtbündel. Bautechnik 56, 1979, Heft 4, S. 128–130
- mit Fritz Leonhardt, Wilhelm Zellner: Zwei Schrägkabelbrücken für Eisenbahn- und Straßenverkehr über den Rio Paraná (Argentinien). Stahlbau, 1979, S. 225–236, 272–277
- mit Fritz Leonhardt, W. Zellner: Modellversuche für die Schrägkabelbrücken Zárate-Brazo Largo über den Rio Paraná (Argentinien). Bauingenieur, 1979, S. 321–327
- mit Fritz Leonhardt, W. Zellner: Die Betonpylonen und Unterbauten der Schrägkabelbrücken Zárate-Brazo Largo über den Rio Paraná (Argentinien). Bauingenieur, 1980, S. 1–10
- mit H. Svensson: Zum Schutz von Brückenpfeilern gegen Schiffsanprall (On the Protection of Bridge Piers against Ship Collision) Die Bautechnik, Band 58, 1981, S. 326–335, 374–388
- Auswechseln der Tragseile von Brücken im In- und Ausland. Lindauer Bauseminar, 1982
- mit H. Svensson.: Zur Behandlung des Lastfalls „ständige Last“ beim Tragsicherheitsnachweis von Schrägkabelbrücken. Bauingenieur, 1983, S. 329–335
- mit W. Zellner, Holger Svensson: Recent Trends in the Design and Construction of Cable-Stayed-Bridges. IABSE 12th Congress, Vancouver, BC, Sept. 3–7, 1984, S. 279–284
- mit W. Zellner: Über Erfahrungen beim Umbau und Sanieren von Brücken. Die Bautechnik 62, 1985, S. 51–65
- mit H. Svensson: On the Corrosion Protection of Stay Cables. Stahlbau, 1990, S. 165–176
- On Frontiers of Cable-Stayed Bridges. In: Proceedings of Bridges into the 21st Century, Hong Kong Institution of Engineers, 1995, S. 203–210
- mit M. Braun, E. Järvenpää, P. Pulkkinen: Die Tähtiniemi-Brücke in Finnland – eine Schrägkabelbrücke mit gekrümmtem Verbundüberbau. Stahlbau, 1995, S. 161–167
- mit Siegfried Hopf.: Die Kap-Shui-Mun-Brücke in Hong-Kong – eine zweistöckige Schrägkabelbrücke für Straßen- und Eisenbahnverkehr. Beton- und Stahlbetonbau, 1997, Heft 10, S. 261–265, Heft 11, S. 308–312
- mit S., Hopf, Karl Humpf, A., Patsch, A. Bacher: Innovativer Schutz gegen Schiffsanprall fuhr die Brucke Rosario-Victoria uber den Parana (Argentinien). Stahlbau, 2003, S. 469–484
- mit K. Humpf, S. Hopf, A. Patsch: Die zweite Brücke über den Panamakanal – eine Schrägkabelbrucke mit 420 m Mittelöffnung und Rekordbauzeit. Beton- und Stahlbetonbau, 2005, S. 225–235
- mit G. Morgenthal: Die Geh- und Radwegbrücke Kehl-Strasbourg. Stahlbau, 2005, S. 121–125